# Paranoid (песен на „Блек Сабат“)
Paranoid е песен на английската хевиметъл група „Блек Сабат“, включена във втория им албум Paranoid (1970). Това е първият сингъл от албума, като на неговата обратна „Б“ страна е песента The Wizard. Издаденият сингъл достига до № 4 в „Ю Кей Сингълс Чарт“ в Обединеното кралство, № 61 в „Билборд Хот 100“ в САЩ, № 2 в Нидерландия и Швейцария, докато в Дания, Белгия и Германия достига до № 1.
Paranoid е първият сингъл на „Блек Сабат“, който е издаден шест месеца след издаването на едноименния им дебютен албум. Басистът на групата Гийзър Бътлър през 2004 г. пред списание Гитар Уърлд заявява:
| „ | Голяма част от албума Paranoid беше написана по времето на първия ни албум Black Sabbath. Записахме всичко за около 2-3 дни, на живо в студиото. Песента Paranoid е написана като последваща мисъл. По принцип имахме нужда от 3 минути за да запълним албума и Тони измисли рифа. Бързо написах текста, а Ози го четеше, докато пееше. | “ |

Въпреки че думата paranoid никога не се споменава в текстовете от песните в албума, в крайна сметка е прието албумът да бъде озаглавен по този начин. Първоначално групата иска да нарече албума War Pigs на едноименната песен, но звукозаписната компания ги убеждава да използват Paranoid, защото не е толкова обидно. Песента предизвика спорове за очевидно насърчаване на самоубийство, подобно на песента Suicide Solution. По-специално, думите „Казвам ти да се радваш на живота“, са погрешни разчетени като „Казвам ти да сложиш край на живота си“.

## Наследство
Paranoid е поставена на 34-то място в 40-те най-велики метъл песни от „Ви Ейч Уан“. През март 2005 г. списание „Кю“ я поставя под № 11 в своя списък на 100-те най-велики китарни песни, докато списание „Ролинг Стоун“ я класира на 250-то място в списъка си на 500-те най-велики песни на всички времена. Paranoid е и класирана като петата най-добра песена на „Блек Сабат“.
Американската пънк рок група „Дикийс“ прави кавър на песента за дебютния си албум The Incredible Shrinking Dickies (1979). Издаден като сингъл, кавърът достига № 45 в Обединеното кралство.
Оригиналният запис на „Блек Сабат“ е използван много пъти в различни филми и телевизионни предавания, включително Сид и Нанси (1986), Объркани и непокорни (1993), Каменната епоха (1994), Всяка една неделя (1999), Почти известни (2000), Безсмъртните Маршал (2006), Angry Birds: Филмът (2006), Отряд самоубийци (2016), Конг: Островът на черепа (2017) и CHiPs: Магистрални ченгета (2017).
Това е най-изпълнявата песен на живо от „Блек Сабат“, с изпълнения надминаващи 1000 на брой, а видеоклипът на Paranoid е гледан повече от 257 милиона пъти в „Ютюб“.

## Състав
- Ози Озбърн – вокали
- Тони Айоми – китара
- Гийзър Бътлър – бас
- Бил Уорд – барабани

## Признания
| Публикация                      | Държава     | Признание                                                                   | Година | Ранг |
| ------------------------------- | ----------- | --------------------------------------------------------------------------- | ------ | ---- |
| „Ню Мюзикъл Експрес“            | ОК          | „Топ 100 сингъла за всички времена“                                         | 1976   | 41   |
| Списание „Спин“                 | САЩ         | „100-те най-велики сингли на всички времена“                                | 1989   | 81   |
| Радио „Вероника“                | Нидерландия | „Страхотен списък за всички времена“                                        | 1989   | 16   |
| „Зала на славата на рокендрола“ | САЩ         | „500-те песни, които оформиха рокендрола в Залата на славата на рокендрола“ | 1994   | *    |
| Списание „Гитарист“             | ОК          | „Топ 100 китарни сола за всички времена“                                    | 1998   | 84   |
| „Ролинг Стоун“                  | САЩ         | „500 най-велики песни на всички времена“                                    | 2004   | 250  |
| Списание „Кю“                   | ОК          | „1010 песни, които трябва да притежавате!“                                  | 2004   | *    |
| Списание „Кю“                   | ОК          | „100-те най-велики песни на китара!“                                        | 2005   | 11   |
| Списание „Кю“                   | ОК          | „100 най-велики песни на всички времена“                                    | 2006   | 100  |
| „Ви Ейч Уан“                    | САЩ         | „40 най-велики метъл песни“                                                 | 2006   | 1    |
| „Ви Ейч Уан“                    | САЩ         | „100 най-велики хардрок песни“                                              | 2008   | 4    |

(*) обозначава неподредени списъци.

## Списък с песните
- 7" single („Въртиго“ 6059 010)[37]

1. Paranoid – 2:45
2. The Wizard – 4:20

- 7" single („Въртиго“ 6059 014)

1. Paranoid – 2:50
2. Rat Salad – 2:30

- 7" singles („Въртиго“ AS 109)

1. Paranoid – 2:50
2. Happy Being Me[I] – 15:54

- 7" 1977 преиздаване (103 466)

1. Paranoid – 2:50
2. Evil Woman – 3:25

- 7" 1977 преиздаване (SRS 510.044)

1. Paranoid – 2:50
2. Tomorrow's Dream – 3:11

- 7" 1980 преиздаване (110.604)

1. Paranoid – 2:45
2. Snowblind – 5:25

Бележки
- I↑ Happy Being Me се изпълнява от Манфред Ман Чаптър Три и е включена във втория им албум Manfred Mann Chapter Three Volume Two.

## Сертификати и продажби
| Страна                            | Сертификат | Сертифицирани бройки / продажби |
| --------------------------------- | ---------- | ------------------------------- |
| Италия Физически продажби         | „Платинен“ | 50 000                          |
| Великобритания Физически продажби | „Платинен“ | 600 000                         |